# Bacchisa gigantea
Bacchisa gigantea là một loài bọ cánh cứng trong họ Cerambycidae.